# Jörg Sibbel

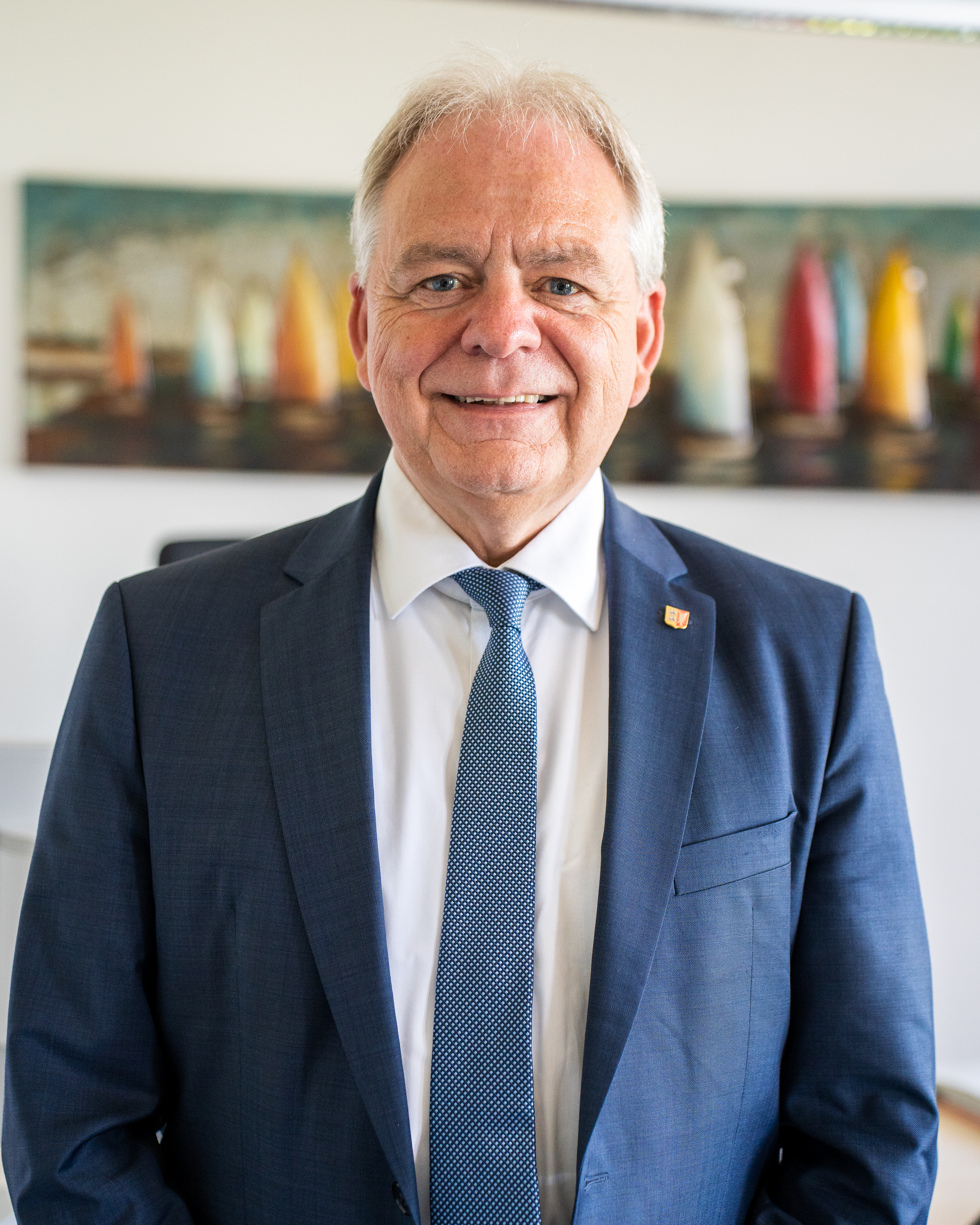
Jörg Sibbel (2023)

Jörg Sibbel (* 3. März 1965 in Hanerau-Hademarschen) ist ein deutscher politischer Beamter (CDU) und Diplom-Verwaltungswirt im Ruhestand. Von Juni 2022 bis Juli 2024 war er Staatssekretär im Ministerium für Inneres, Kommunales, Wohnen und Sport des Landes Schleswig-Holstein. Zuvor war er von 2007 bis 2022 Bürgermeister von Eckernförde und von 2002 bis 2006 Bürgermeister von Osterrönfeld.

## Leben
Jörg Sibbel wuchs in Lütjenwestedt auf und absolvierte 1984 das Abitur am Werner-Heisenberg-Gymnasium in Heide. 1984 begann er eine Ausbildung zum Verwaltungsfachangestellten bei der Kreisverwaltung Rendsburg-Eckernförde. Danach war er beim Kreisjugendamt Rendsburg-Eckernförde angestellt.
Sibbel studierte Verwaltungswissenschaften an der Fachhochschule für Verwaltung und Dienstleistung in  Altenholz und darf seitdem den Titel „Diplom-Verwaltungswirt (FH)“ führen. Nachdem er als Beamter sowohl im Ordnungsamt als auch im Sozialamt der Stadt Kiel gearbeitet hatte, wurde Sibbel 1993 Leiter des Ordnungs- und Sozialamts der Stadt Nortorf.
Jörg Sibbel war von 2002 an der erste hauptamtliche Bürgermeister der Gemeinde Osterrönfeld, nachdem er am 16. Dezember 2001 die Bürgermeister-Direktwahl mit 79,03 Prozent bei einer Wahlbeteiligung von 74,84 Prozent gegen den damaligen ehrenamtlichen Amtsinhaber gewonnen hatte. Er wurde am 24. September 2006 als parteiloser Kandidat auf Vorschlag der CDU-Ratsfraktion zum Bürgermeister von Eckernförde gewählt. Sibbel gewann die Wahl mit 65,70 Prozent bei einer Wahlbeteiligung von 59,10 Prozent gegen die damalige Amtsinhaberin Susanne Jeske-Paasch. Am 25. Mai 2014 wurde er mit Unterstützung von CDU, SPD, Bündnis 90/Die Grünen, SSW und FDP mit 85,70 Prozent bei einer Wahlbeteiligung von 46,20 Prozent für eine weitere Amtszeit von acht Jahren wiedergewählt. Jörg Sibbel wurde in Würdigung seiner besonderen Verdienste um das Gemeinwesen mit dem Ehrenring der Stadt Eckernförde ausgezeichnet.
Sibbel war Vorsitzender des Städtebundes Schleswig-Holstein und Mitglied im Präsidium des Deutschen Städte- und Gemeindebundes (DStGB). Er war Vorstandsvorsitzender der Versorgungsausgleichskasse der Kommunalverbände Schleswig-Holstein (VAK) sowie Aufsichtsratsvorsitzender der Stadtwerke Eckernförde GmbH, der Stadtwerke SH GmbH & Co. KG, der Eckernförde Touristik und Marketing GmbH, der Lokalen Tourismus Organisation (LTO) Eckernförder Bucht GmbH und des Genossenschaftlichen Wohnungsunternehmens Eckernförde eG (GWU). Für seine langjährige Tätigkeit als Mitglied des Verwaltungsrates und des Risikoausschusses der Förde Sparkasse Kiel wurde Jörg Sibbel die Dr. Johann Christian Eberle-Medaille verliehen. Er wurde in Würdigung hervorragender Leistungen auf dem Gebiet des Feuerwehrwesens mit der Deutschen Feuerwehr-Ehrenmedaille sowie dem Schleswig-Holsteinischen Feuerwehr-Ehrenkreuz in Silber und Gold ausgezeichnet. Jörg Sibbel wurde zum Ehrenmitglied der Freiwilligen Feuerwehr Osterrönfeld und der Freiwilligen Feuerwehr Eckernförde ernannt. 
Seit 2019 ist er Mitglied der CDU.
Am 29. Juni 2022 wurde Jörg Sibbel von Ministerpräsident Daniel Günther zum Staatssekretär im Ministerium für Inneres, Kommunales, Wohnen und Sport des Landes Schleswig-Holstein unter Ministerin Sabine Sütterlin-Waack ernannt. Im Zuge dessen legte er das Amt des Bürgermeisters von Eckernförde mit sofortiger Wirkung nieder. Zu seiner Nachfolgerin wurde Iris Ploog (SPD) gewählt. Sibbel wurde mit Ablauf des 31. Juli 2024 auf eigenen Wunsch in den einstweiligen Ruhestand versetzt. Im Amt des Staatssekretärs folgte ihm Frederik Hogrefe nach.
Er ist seit 1993 verheiratet und hat zwei erwachsene Söhne.